# ナチコラル学園
『ナチコラル学園』（ナチコラルがくえん）は、2009年4月2日（正確には4月3日）から2010年3月25日（正確には3月26日）まで福岡放送で毎週木曜日 25時33分 - 26時03分に放送されていたバラエティ番組。
「全フクオカ県民参加型才能発見番組」と銘打ち、ナチュラル以上にトンガッタ原石を「ナチコラル」と名づけ、そのナチコラルな原石を売り出すために番組独自のプロモーションを展開していた。コンセプトは「天然素材…いわゆる原石をつぶさに見てみよう！」。
福岡のLED関連製品メーカーであるGalaxyがスポンサーで、超大型LEDビジョン「GALAXTV TENJIN」がコーナーにおいて使用されていた。

## 出演者
- 斉藤優（パラシュート部隊）
- 小西ミナツ（バンド「イツカミナツ」のヴォーカル・ギター担当） - 辛口のコメントをしていた。
- 南波志帆 - 2009年9月24日放送分まで出演。
- 有珠結花 - 2009年10月1日放送分から出演。

## コーナー

### 天神ロールアウト
一発ネタ見せコーナー。プロ・アマを問わず出演できた。収録はエルガーラ前で行われ、道を挟んで反対側に位置するGALAXTV TENJINでVTRを見ながら進行。2009年10月頃からは、コーナー冒頭に有名芸人のコントVTRを流していた。

#### 出演者
- オインゴボインゴ（伊藤大貴、高尾孝吏[1]）
- BLUE RIVER
- 町田隼人[2]
- 川村美琴
- 織田奈津子
- 奥田奨[3]
- しましまちゃん[4]
- ザ・ミステリアス[5]

その他、一般人多数。

### ナチコラル学園入学試験
福岡の事務所に所属しているモデルを毎週1人ずつ、レギュラー陣が面接するコーナー。モデルのファッション、内面エピソード、ナチコポイント（一発芸）を審査し、入学の可否を決めていた。入学者はGALAXTV TENJINでPVが放送された。

### ナチコクチ
番組限定コンサート先行予約や映画の予告コーナー。9月24日以前は豆知識の話、10月1日以降は「ミナツの宿題コーナー」（小西が童謡をロックバージョンで歌う）に挟まれていた。